# فاسكو فيرنانديس
فاسكو فيرنانديس (بالبرتغالية: Vasco Herculano Salgado Cunha Mango Fernandes‏) (12 نوفمبر 1986 بأولهاو في البرتغال - ) هو لاعب كرة قدم برتغالي في مركز الدفاع. شارك مع منتخب البرتغال تحت 20 سنة لكرة القدم ومنتخب البرتغال تحت 21 سنة لكرة القدم. أما مع النوادي، فقد لعب مع أريس تسالونيكي وجيروندان بوردو وسلتا فيغو وسي إس باندوري تارغو جيو ونادي إلتشي ونادي بلاتانياس ونادي بيرا مار ونادي سالامانكا ونادي ليتشويس ونادي أولهانينسي.

## وصلات خارجية
- فاسكو فيرنانديس على موقع اتحاد تركيا (لاعب) (الإنجليزية)
- فاسكو فيرنانديس على موقع قاعدة بيانات كرة القدم.إي يو (الإنجليزية)
- فاسكو فيرنانديس على موقع Soccerway.com (الإنجليزية)
- فاسكو فيرنانديس على موقع AS.com (الإسبانية)